# Dully
Dully es una comuna suiza del cantón de Vaud, situada en el distrito de Nyon a orillas del lago Lemán. Limita al norte con la comuna de Bursins, al noreste con Bursinel, al sureste con Yvoire (FR-74), al sur y suroeste con Gland, y al noroeste con Luins.
La comuna hizo parte hasta el 31 de diciembre de 2007 del distrito de Rolle, círculo de Gilly. Ahora hace parte del distrito de Nyon.